# Frinosomàtids
Els frinosomàtids (Phrynosomatidae) són una família de sauròpsids (rèptils) escatosos coneguts com a sargantanes espinoses. Posseeix ull parietal, escates variables que van des de les puntejades sense carena, fins a les mucronades. Viuen entre les roques, en el sòl, en vegetació arbustiva, arborícola, sota troncs o sota roques. Distribuïdes per Nord-amèrica i Centreamèrica.

## Taxonomia
Els frinosomàtids inclouen 159 espècies repartides en 9 gèneres:
- Callisaurus
- Cophosaurus
- Holbrookia
- Petrosaurus
- Phrynosoma
- Sceloporus
- Uma
- Urosaurus
- Uta